# Maramureš (region)
Maramureš (rumunsky Maramureș; ukrajinsky Мармарощина, Marmaroshchyna; maďarsky Máramaros) je geografický, historický a kulturní region, který leží v severním Rumunsku a na západě Ukrajiny. Nachází se v severovýchodních Karpatech, podél části povodí horního toku řeky Tisy. Zahrnuje Maramurešskou nížinu a okolní karpatská pohoří.
Alternativně se termín Maramureș používá také pro rumunskou župu Maramureș, jejíž součástí je jižní část historického regionu.

## Pojmenování v jiných jazycích
Alternativní názvy regionu Maramureš jsou:
- ukrajinsky Мармарощина, Marmaroshchyna
- rusínsky Мараморош, Maramoroš
- rusky Мармарош, Marmarosh
- maďarsky Máramaros
- německy Maramuresch anebo Marmarosch
- latinsky Marmatia
- v jidiš מאַרמאַראָש‎

## Geografie
Maramureš je údolí ohraničené pohořími Oaș, Gutâi, Țibleș a Rodnei (severní část Vnitřních Východních Karpat) na západě a jihu, pohořím Maramureš a centrální částí Vnějších Východních Karpat na východě a severu. Údolí je odvodňováno úzkým otvorem, Chustskou bránou, u Chustu. Do řeky Tisy se vlévá několik desítek malých horských říček a potoků. Oblast je zalesněná a nesnadno přístupná.
Hranice regionu leží mezi rovnoběžkami 47°33' s. š. a 47°02' s. š. a poledníky 23°15' v. d. a 25°03' v. d. Maramureš představuje jednu z největších karpatských nížin o rozloze přibližně 10 000 km².
Délka regionu od Chustu k Prislopskému průsmyku činí přibližně 150 km a šířka od severu k jihu až 80 km.
Hlavní horské průsmyky spojující Maramureš se sousedními regiony jsou vysoké a v minulosti byly v zimě jen těžko přístupné. Prislopský průsmyk (1 416 m n. m.) spojuje východ regionu s Moldavskem, Dealul Ștefăniței (1 254 m n. m.) spojuje jih regionu s Transylvánií, průsmyk Pintea (987 m n. m.) směrem na Baia Mare, Fărgău (587 m n. m.) na západě spojuje region s Oașskou zemí, zatímco průsmyk Frasini (Jasiňa; 931 m n. m.) spojuje sever regionu s Haličí.
Hory obklopující tuto oblast zabírají více než polovinu území. Několik vrcholů dosahuje nad 2 000 m, například Pietrosul (2 303 m) v pohoří Rodnei na jihu a Hovârla (2 061 m) v Muntele Negru (Cernohora) na severu.
V hustě zalesněných horách roste mnoho chráněných druhů rostlin, například tis (Taxus baccata), modřín (Larix decidua), borovice (Pinus cembra), plesnivec (Leontopodium alpinum). Žije zde i mnoho chráněných druhů zvířat, jako je rys (Lynx lynx), kamzík horský (Rupicapra rupicapra), svišť horský (Marmota marmota), orel skalní (Aquila chrysaetos) a tetřev (Tetrao urogallus).
Poslední zubr z území dnešního Rumunska, symbol Maramureše, byl uloven v roce 1852. V horských řekách stále žije Lostriţa, místní druh lososa.
V Maramureši bylo vytvořeno několik chráněných oblastí. V roce 1990 byl vyhlášen Národní park Rodna, v roce 2004 Přírodní park Maramureș. Nachází se zde mnoho dalších jeskyní, soutěsek, skalních útvarů a jezer, které jsou oficiálně chráněnými oblastmi.

## Dějiny

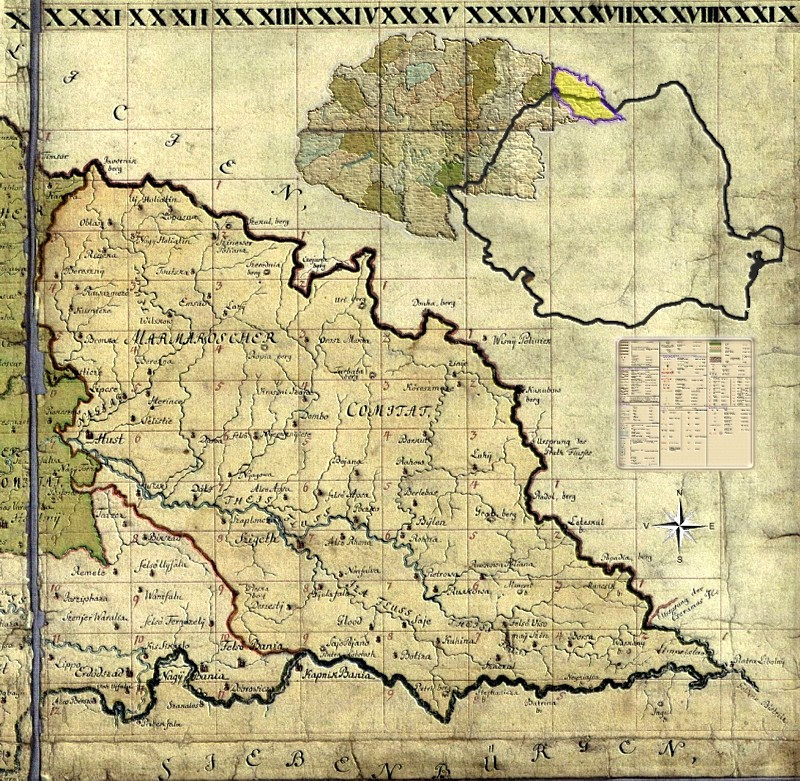
Marmarošská župa na mapě Královského Uherska, 1780–84. Současné hranice Rumunska jsou promítnuty na historickou mapu.

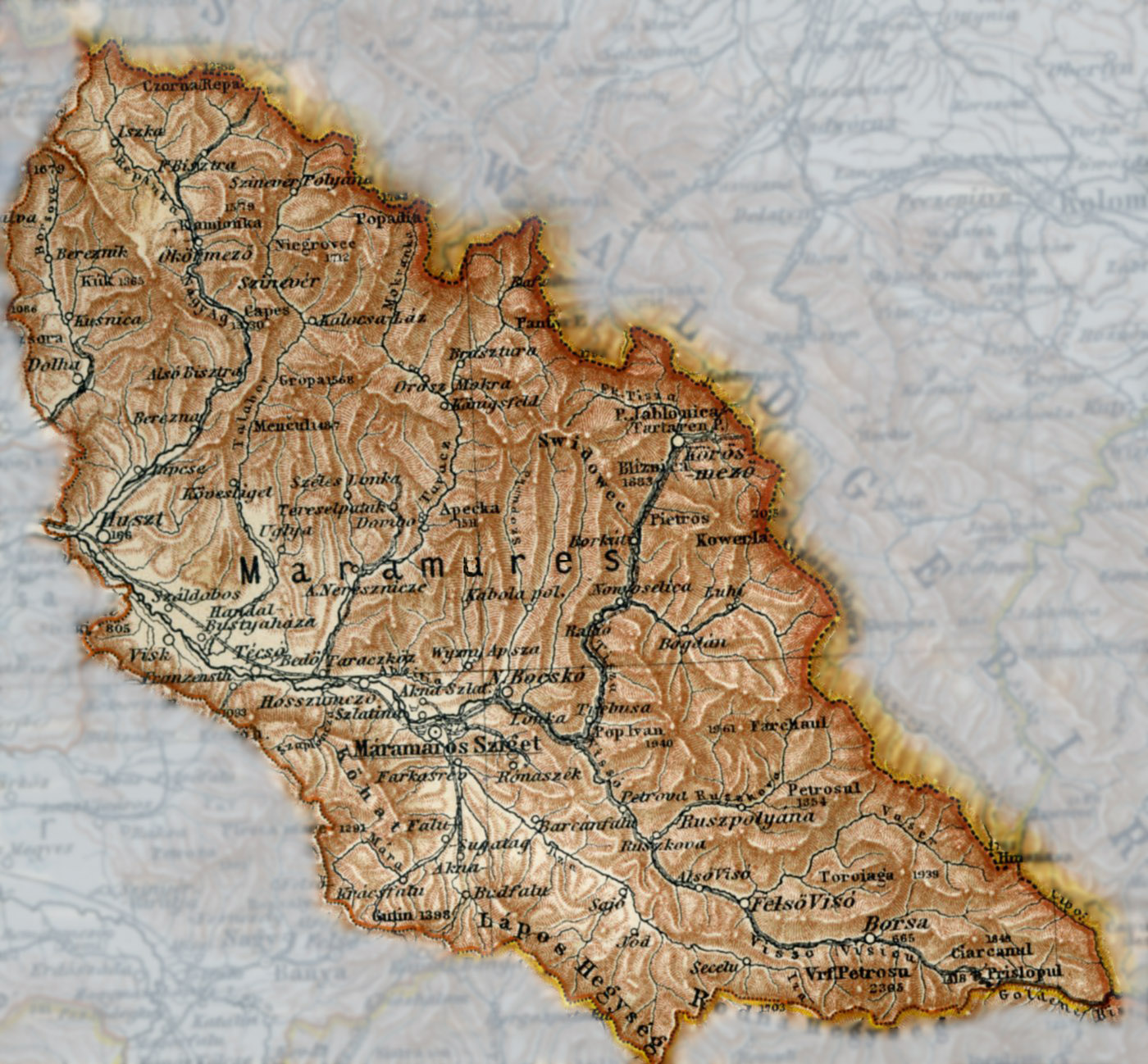
Marmarošská župa (Máramaros vármegye; Comitatul Maramureș; Комітат Марамарош), 1905

V dávných dobách tuto oblast osídlili Keltové, Dákové, Sarmati, Germáni a Akatzirové. V 1. století př. n. l. byla oblast součástí Dáckého království pod vládou Burebisty, v raném středověku území náleželo Hunské říši, království Gepidů, Avarskému království, Charvátské zemi, Maďarům a dokonce i Kyjevské Rusi.
Území bylo od 11. století součástí Uherského království a bylo nominálně rozděleno mezi pohraniční oblast Gyepű, komitát Szatmár a komitát Borsova. Zpočátku si rumunští obyvatelé regionu mohli zachovat svou politickou organizaci, Maramurešské vojvodství, rozdělené na mnoho malých autonomních oblastí. Král se dlouho snažil[zdroj?] přesvědčit vojevody, aby přijali hraběcí titul, s čímž souvisela ztráta nezávislosti v politických a finančních záležitostech. Ve středověku se obyvatelé mnoha horských vesnic, kde každá rodina měla z definice značné panství, nazývali nameși, což znamenalo „svobodní sedláci pyšnící se svým rodem“. Původ tohoto slova je však sporný: v Uherském království se svobodní lidé vlastnící půdu nazývali maďarsky nemes. V rumunštině sice výraz neam znamená „rozšířenou rodinu“, nicméně kořen tohoto názvu lze lépe vysvětlit[zdroj?] jako odvozený od řeckého slovesa νέμω némō, což znamená „něco rozdělit“ (především půdu) „na části a dát je νοµεῖς nomeîs“ (lidem s právem ji užívat, buď pronajmout, nebo užívat zdarma; jednotné číslo νομεύς nomeús). Ve 14. století byl region reorganizován na Marmarošskou župu.
V 16. století bylo Uherské království napadeno a téměř zničeno Osmanskou říší a oblast přešla pod správu polonezávislého osmanského Sedmihradského knížectví. Později (koncem 17. století) přešla oblast pod správu habsburského Uherska (které se v roce 1804 stalo Rakouským císařstvím). V době habsburské správy byl region zpočátku součástí zemí Partium habsburského Sedmihradského knížectví, ale později (v roce 1732) byl převeden do habsburského Uherského království. V roce 1867 se Rakouské císařství přeměnilo v duální monarchii Rakousko-Uhersko a region byl začleněn do zalitavské, respektive uherské části monarchie.
Po první světové válce byl region rozdělen mezi Rumunské království a československou Podkarpatskou Rus, přičemž hranice kopírovala hranici krátce existující Huculské republiky. V březnu 1939 Maďarsko anektovalo Podkarpatskou Rus a v srpnu 1940 anektovalo region Severní Sedmihradsko, jehož součástí byla i jižní Maramureš, patřící Rumunsku. Tato území zůstala pod maďarskou kontrolou až do roku 1944. Po druhé světové válce se jižní část navrátila Rumunsku a nyní je součástí župy Maramureš. Severní část byla začleněna do Sovětského svazu jako součást Ukrajinské SSR a nyní je součástí Zakarpatské oblasti nezávislé Ukrajiny.

## Lidé

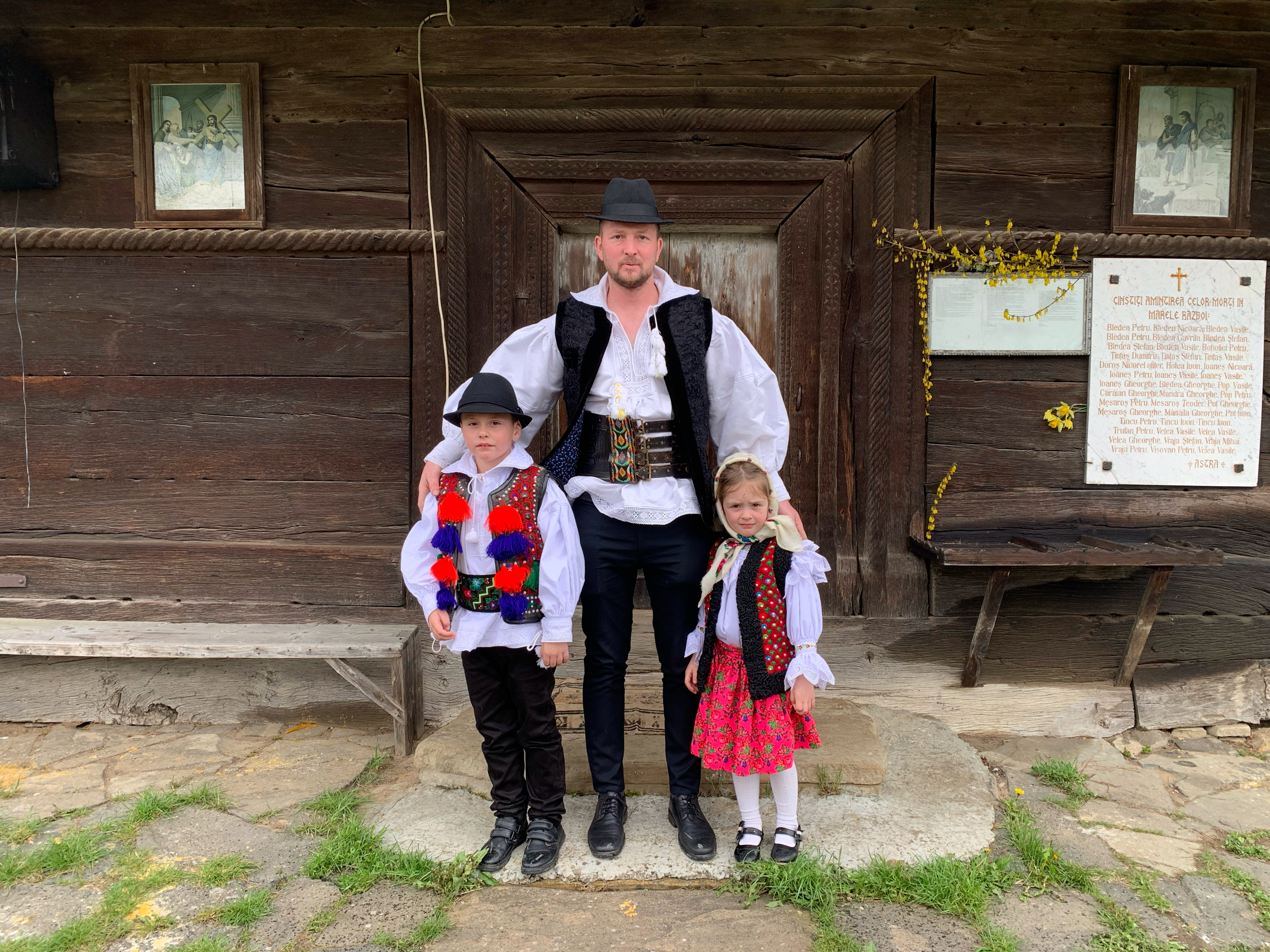
Rumuni oblečení do tradičních maramurešských krojů u kostela v Sat-Șugatag

V jižní oblasti tvoří většinu obyvatelstva Rumuni. Žijí zde také Maďaři, Rusíni, Ukrajinci, zipserští Němci, Židé a Romové. V severní oblasti tvoří většinu Ukrajinci, komunity Rumunů, Maďarů a Němců jsou menší.
V severní oblasti hovoří většina obyvatel huculským dialektem ukrajinštiny, zatímco v jižní oblasti většina mluví rumunsky, což je důvod, proč byl region rozdělen na dvě části.[zdroj?] Od 40. let 20. století jsou vesnice rozděleny státní hranicí na dvě části. Na severu (v rámci Ukrajiny) mají některé vesnice početné rumunské obyvatelstvo, stejně tak některé vesnice v Rumunsku mají početné ukrajinské obyvatelstvo.

## Galerie

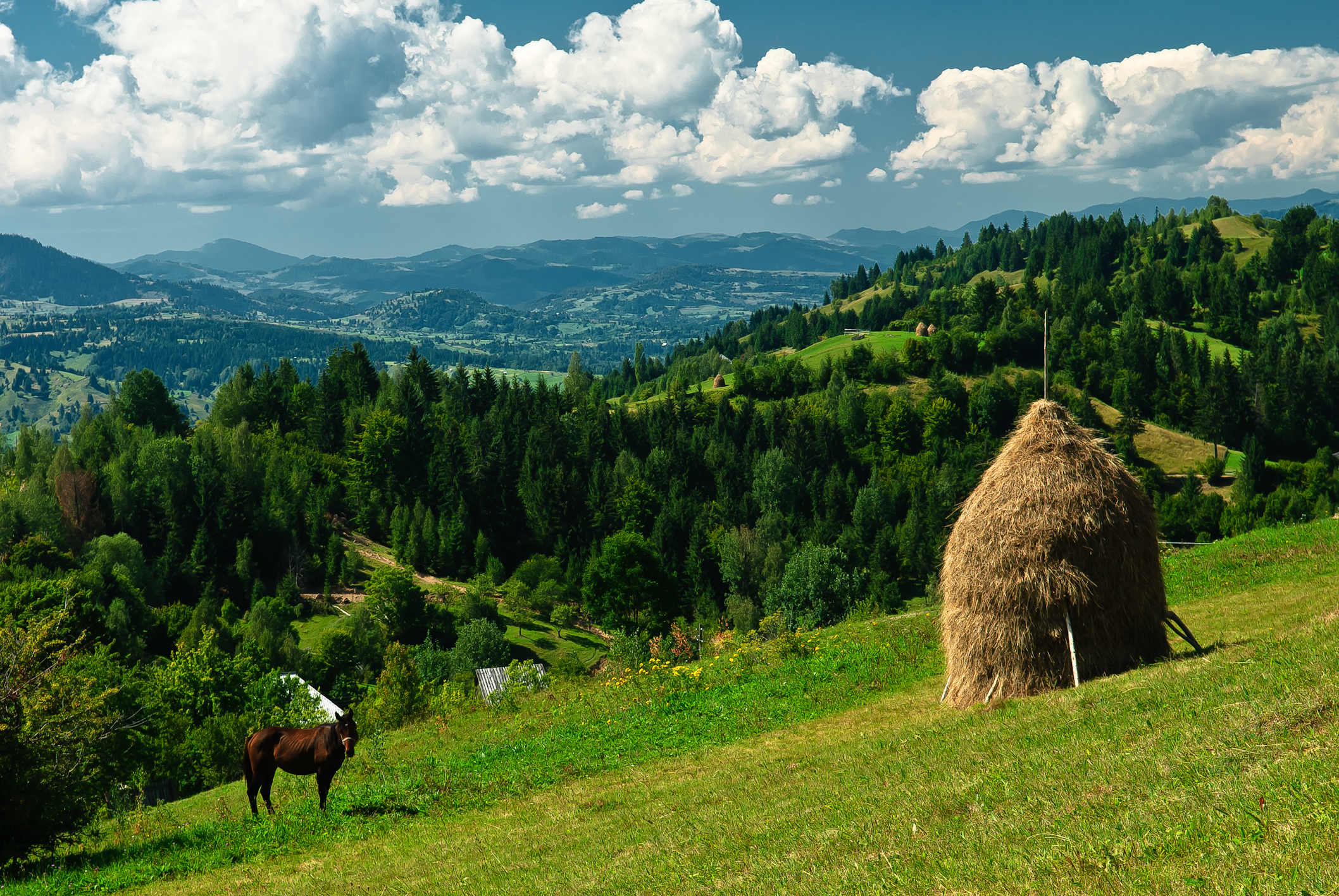
Seno Borșa v národním horském parku Rodna
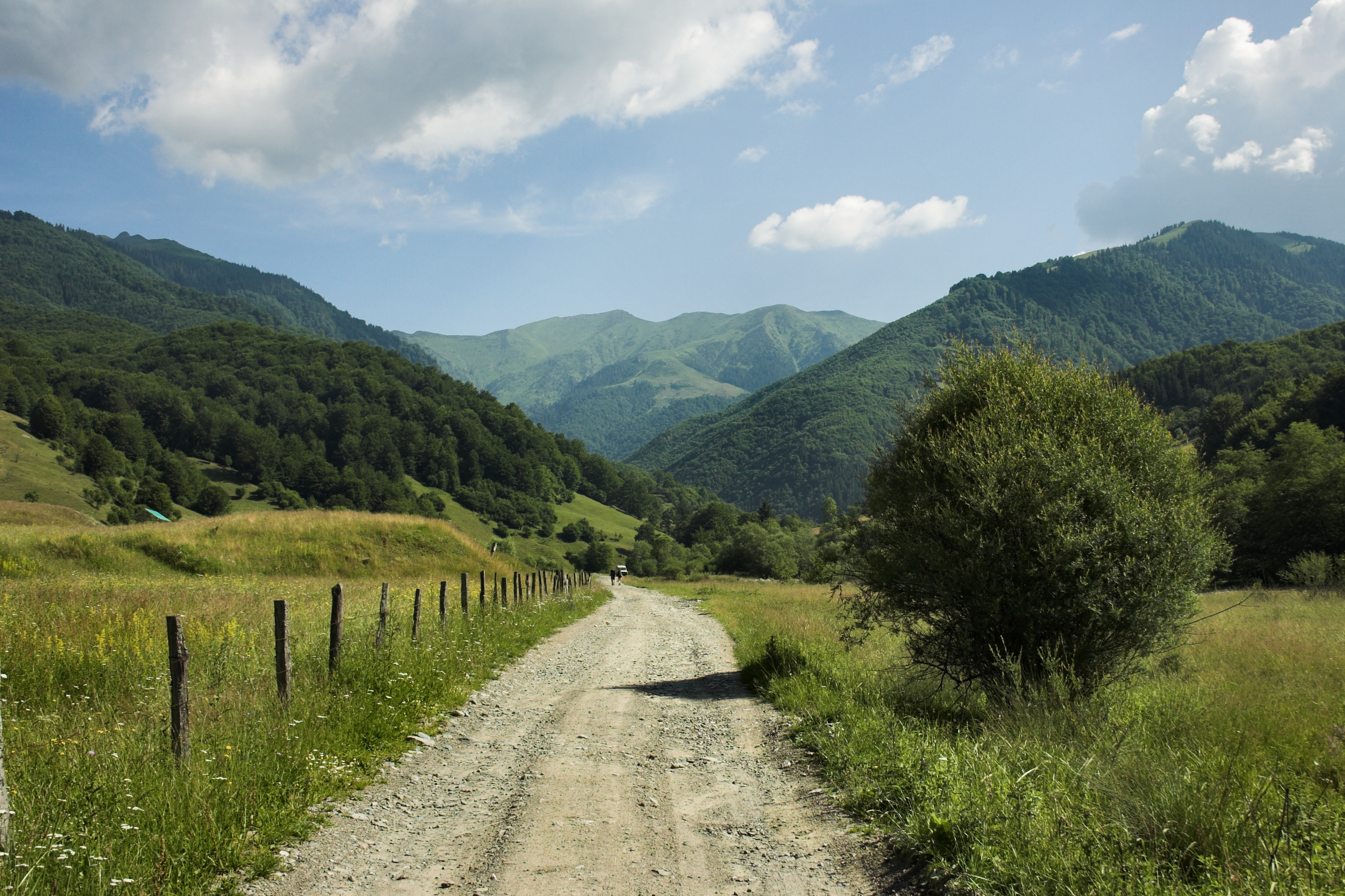
Horský přírodní park Maramureš
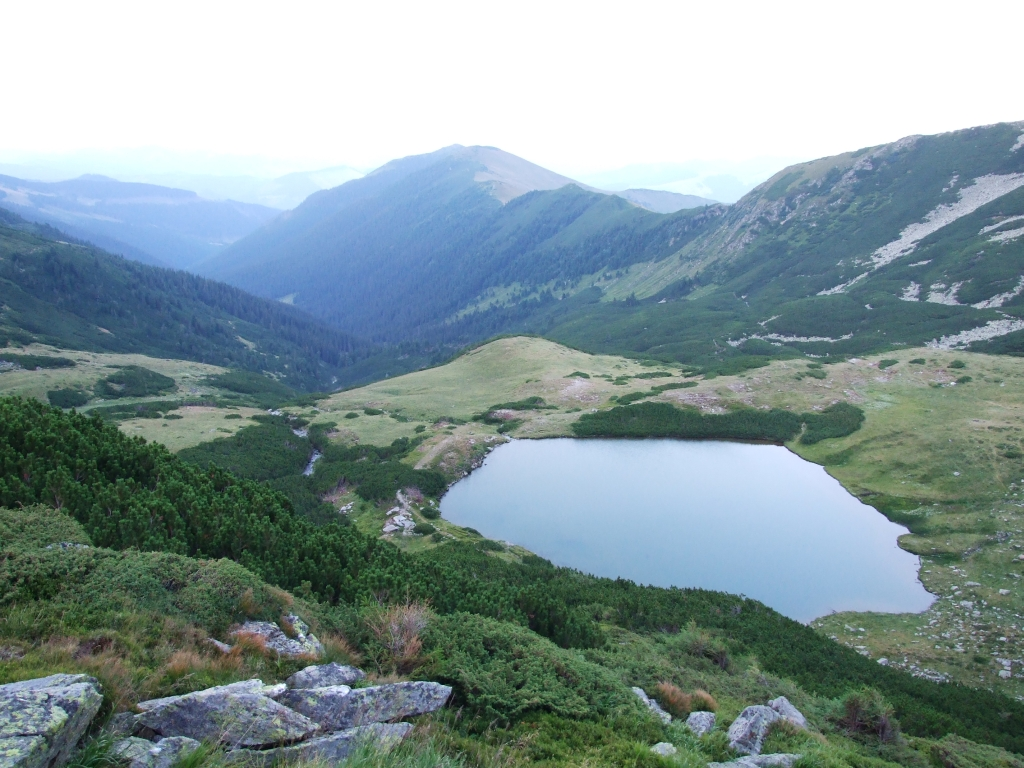
Jezero Lala Mare, pohoří Rodna
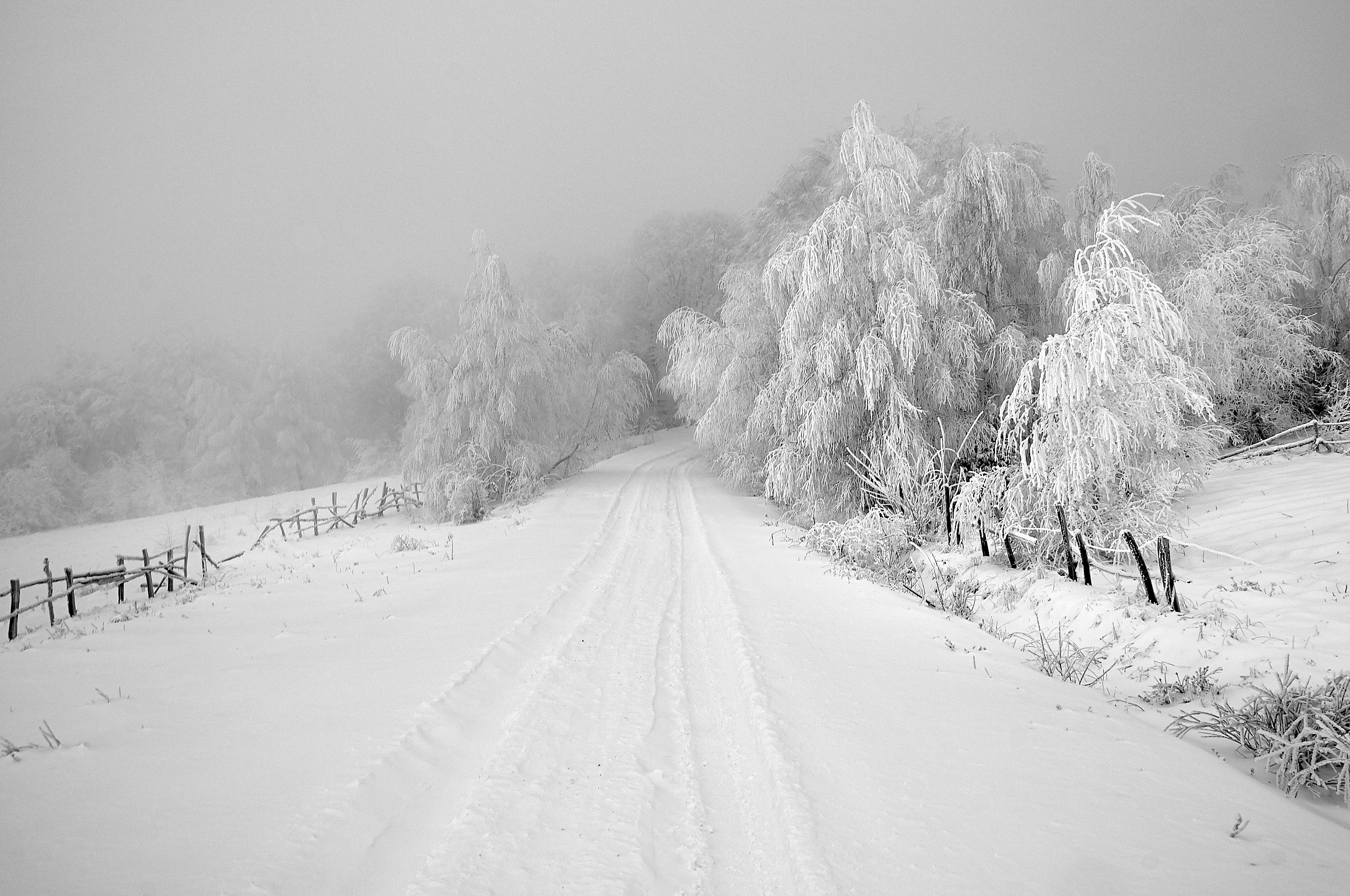
Zimní krajina
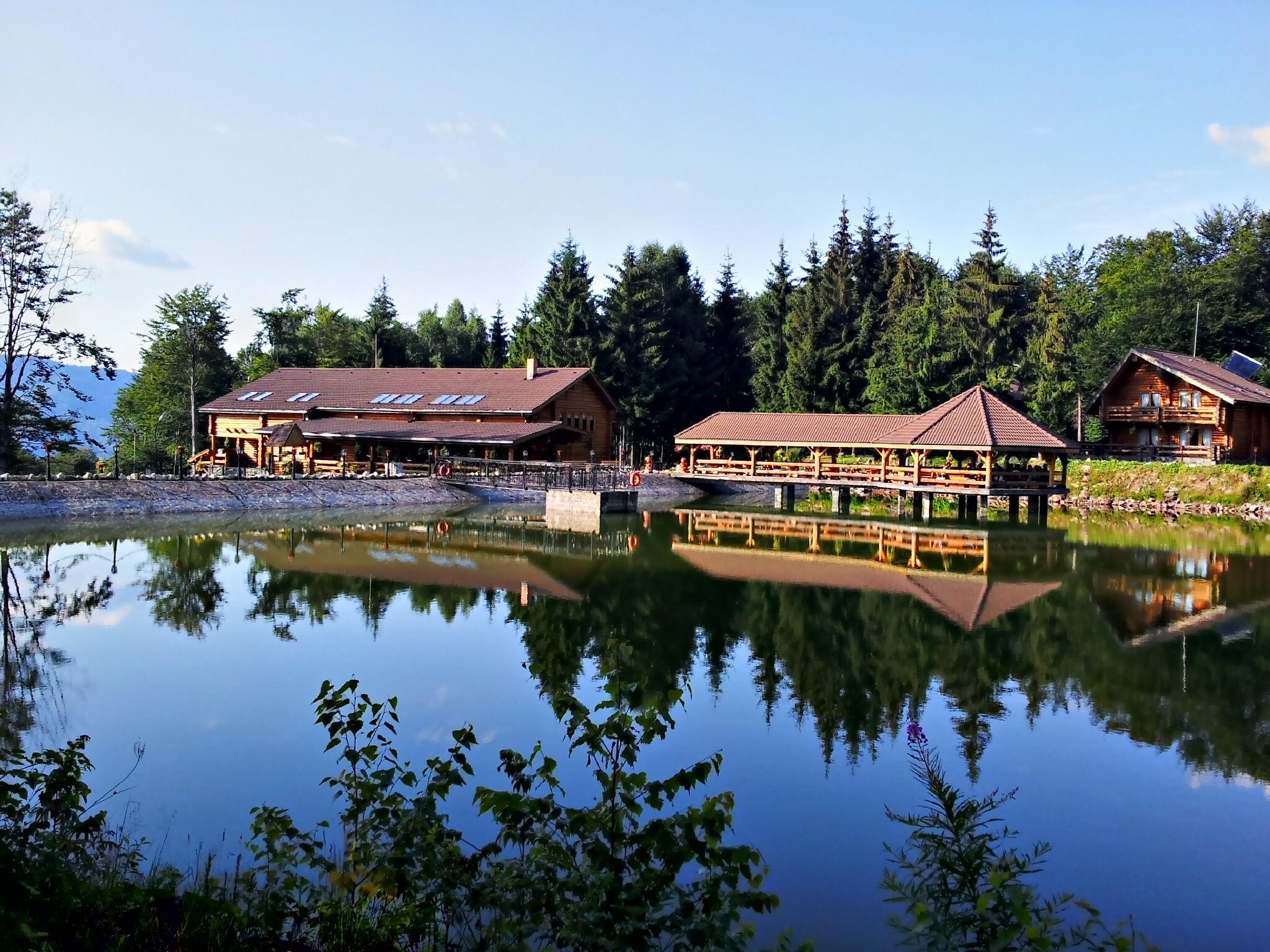
Baia Sprie
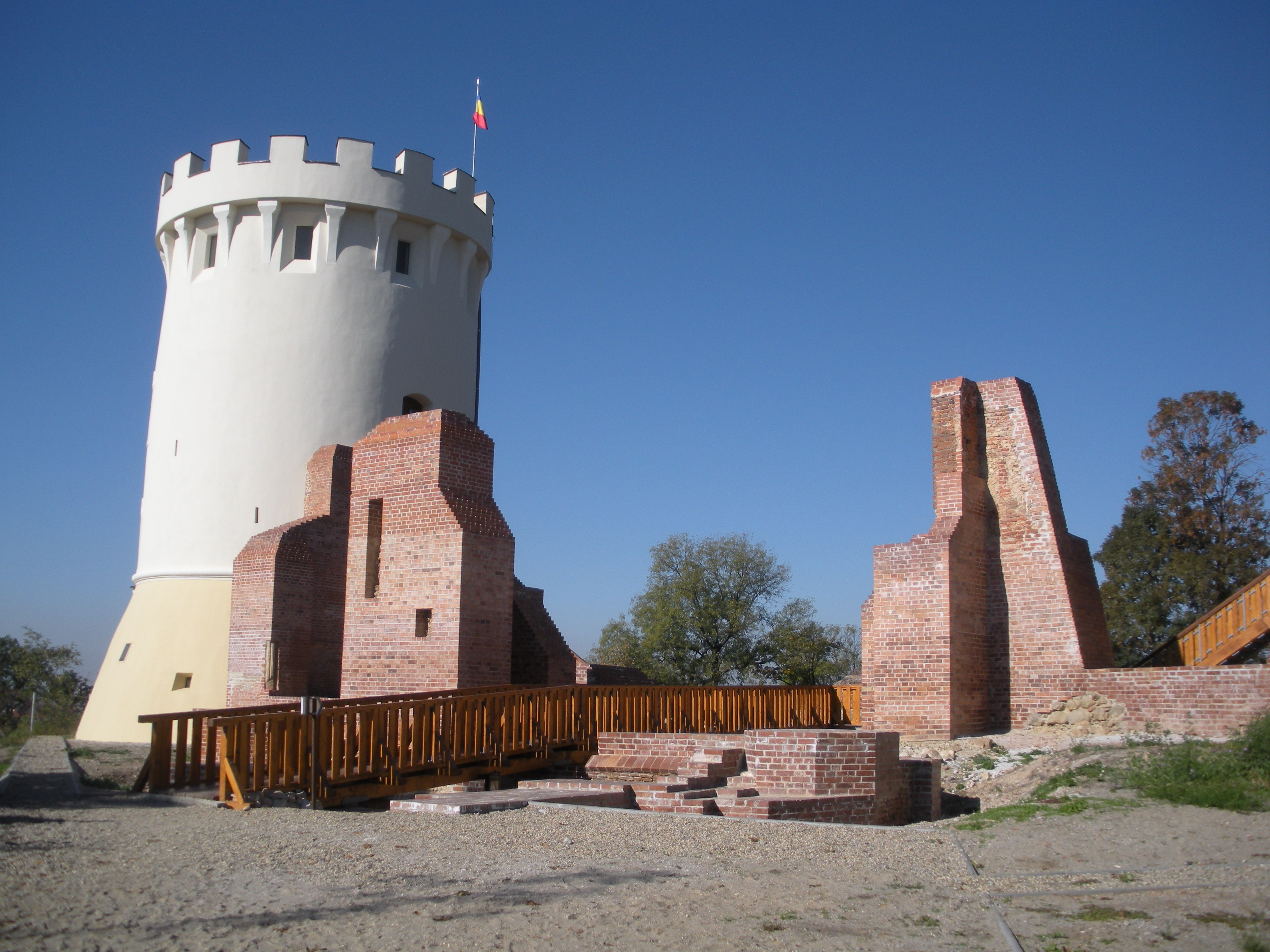
Pevnost Ardud
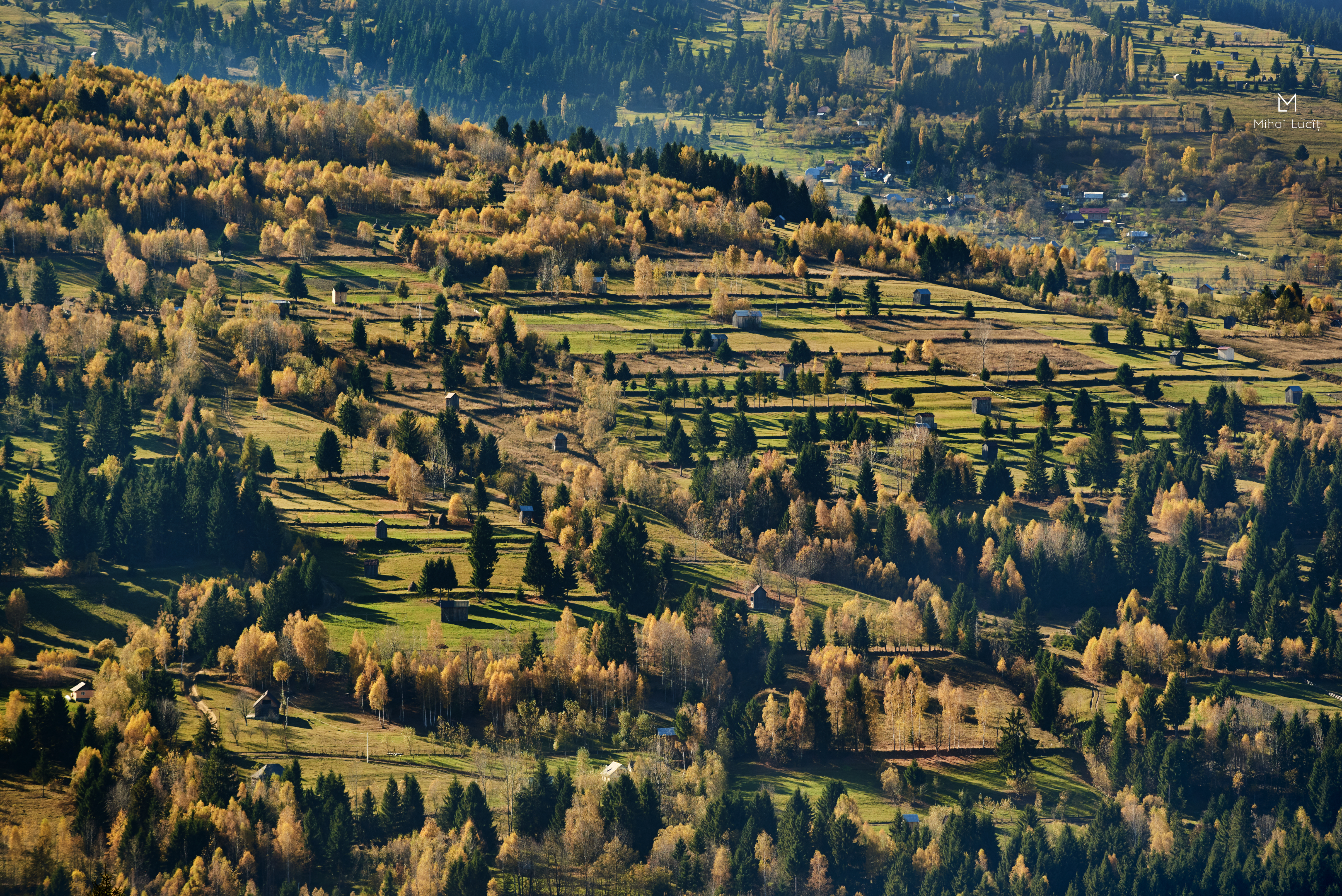
Borșa
Etnografické muzeum v Baia Mare
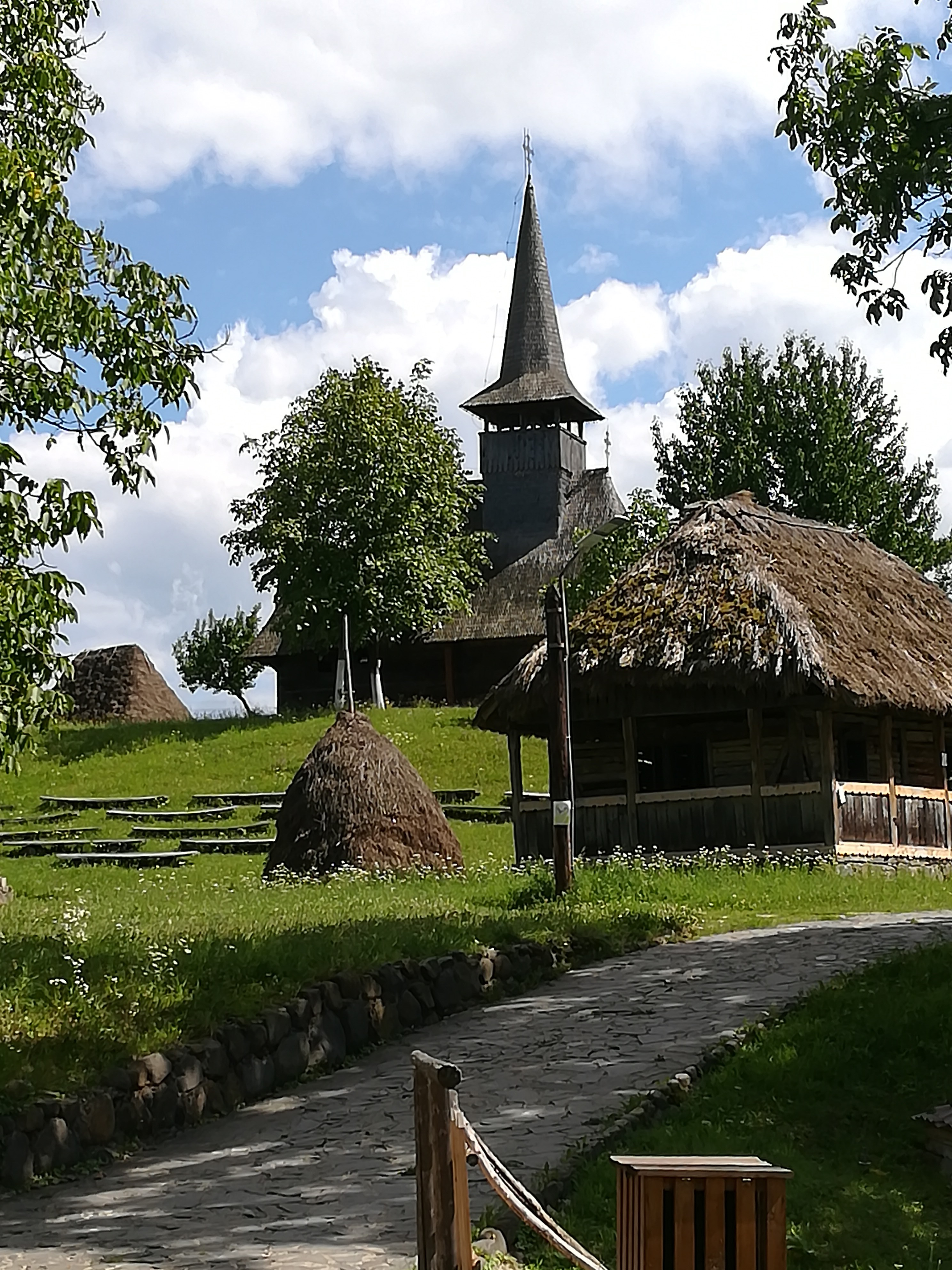
Etnografické muzeum země Oaș
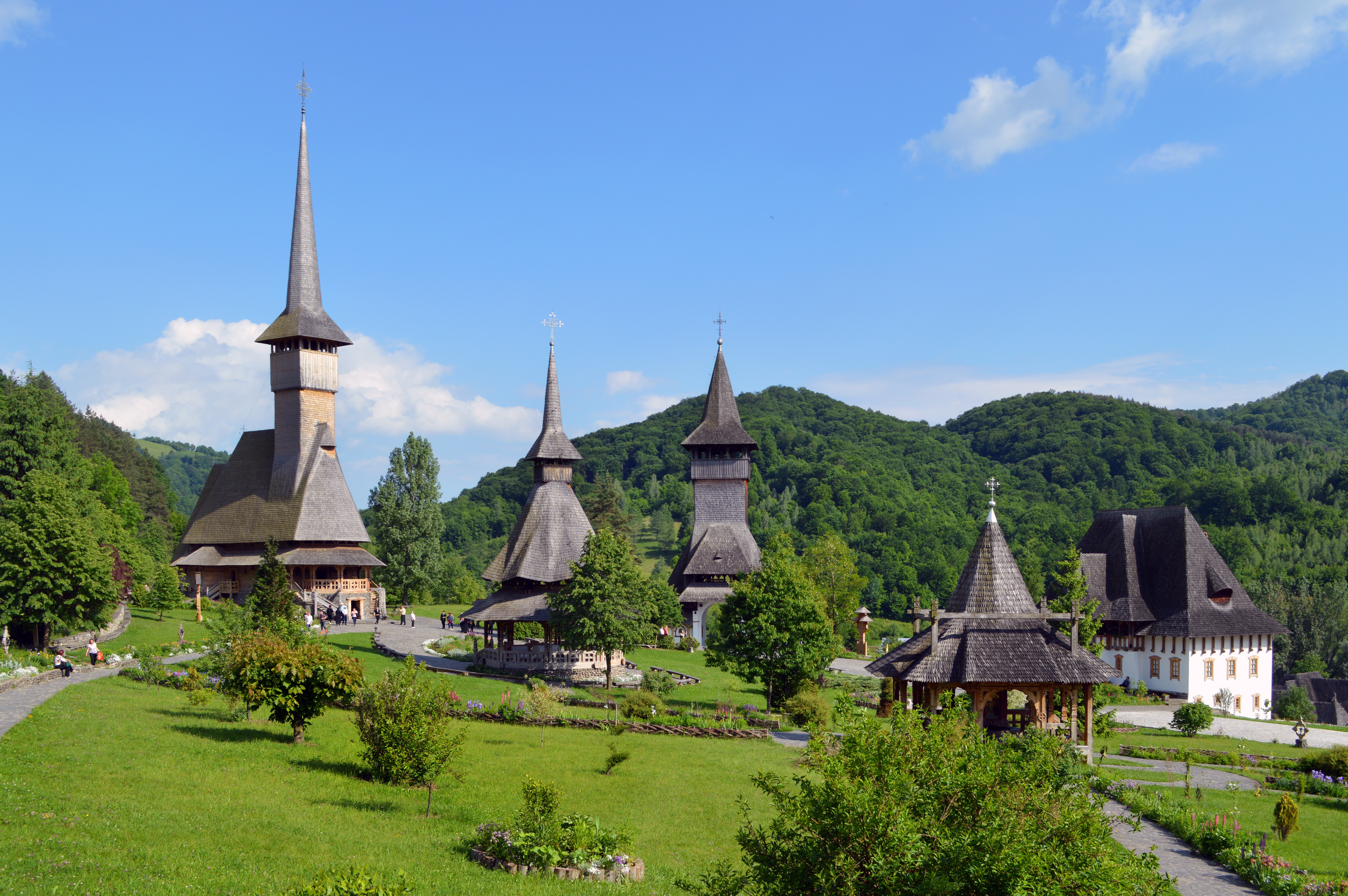
Pravoslavný klášter Bârsana
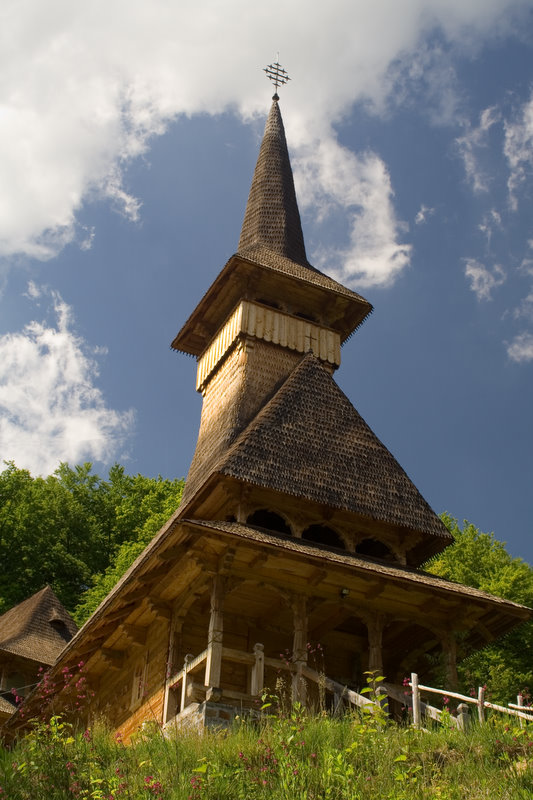
Pravoslavný klášter Rohia
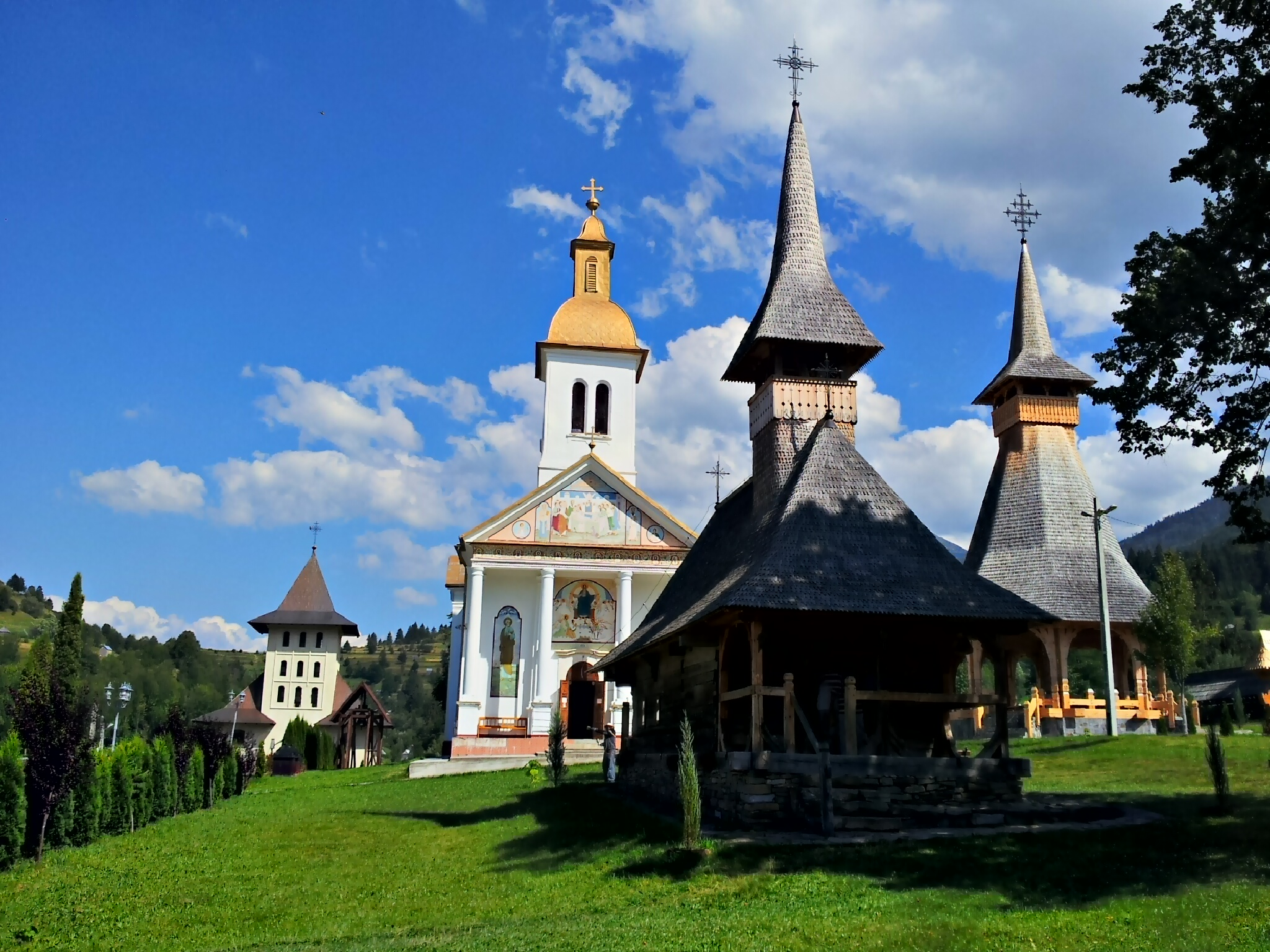
Klášter Moisei
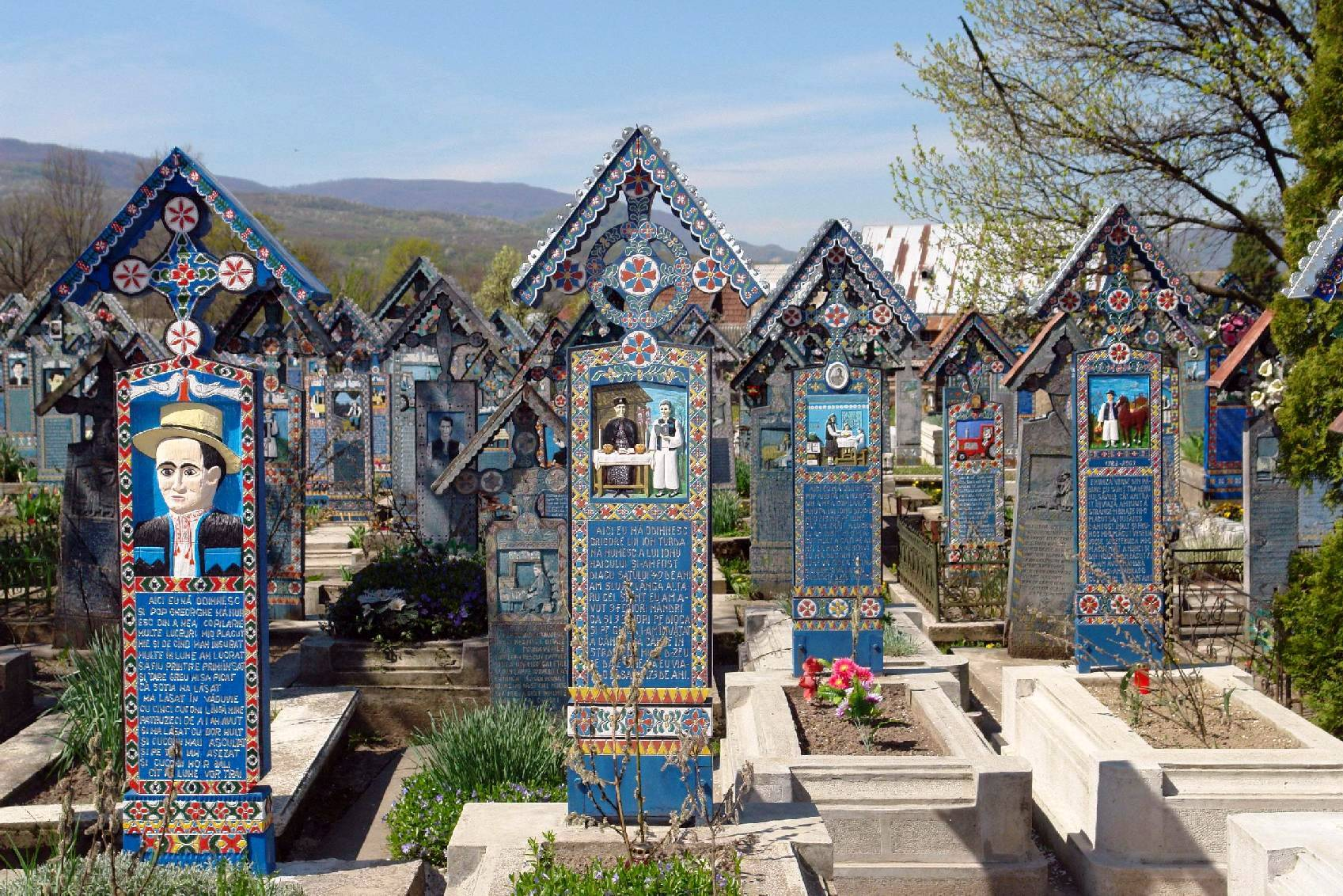
Merry Cemetery v Săpânța
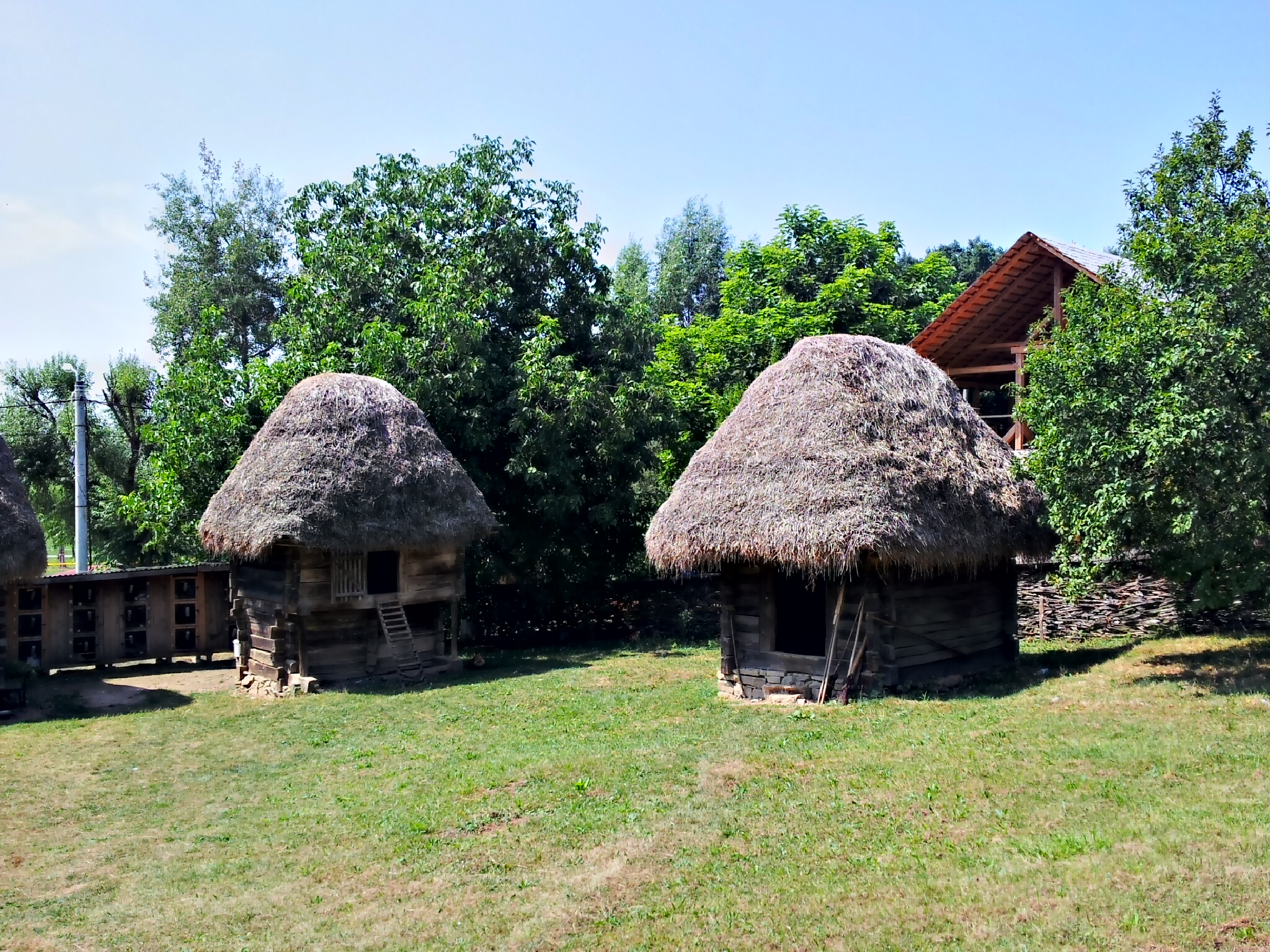
Muzeum vesnice v Baia Mare
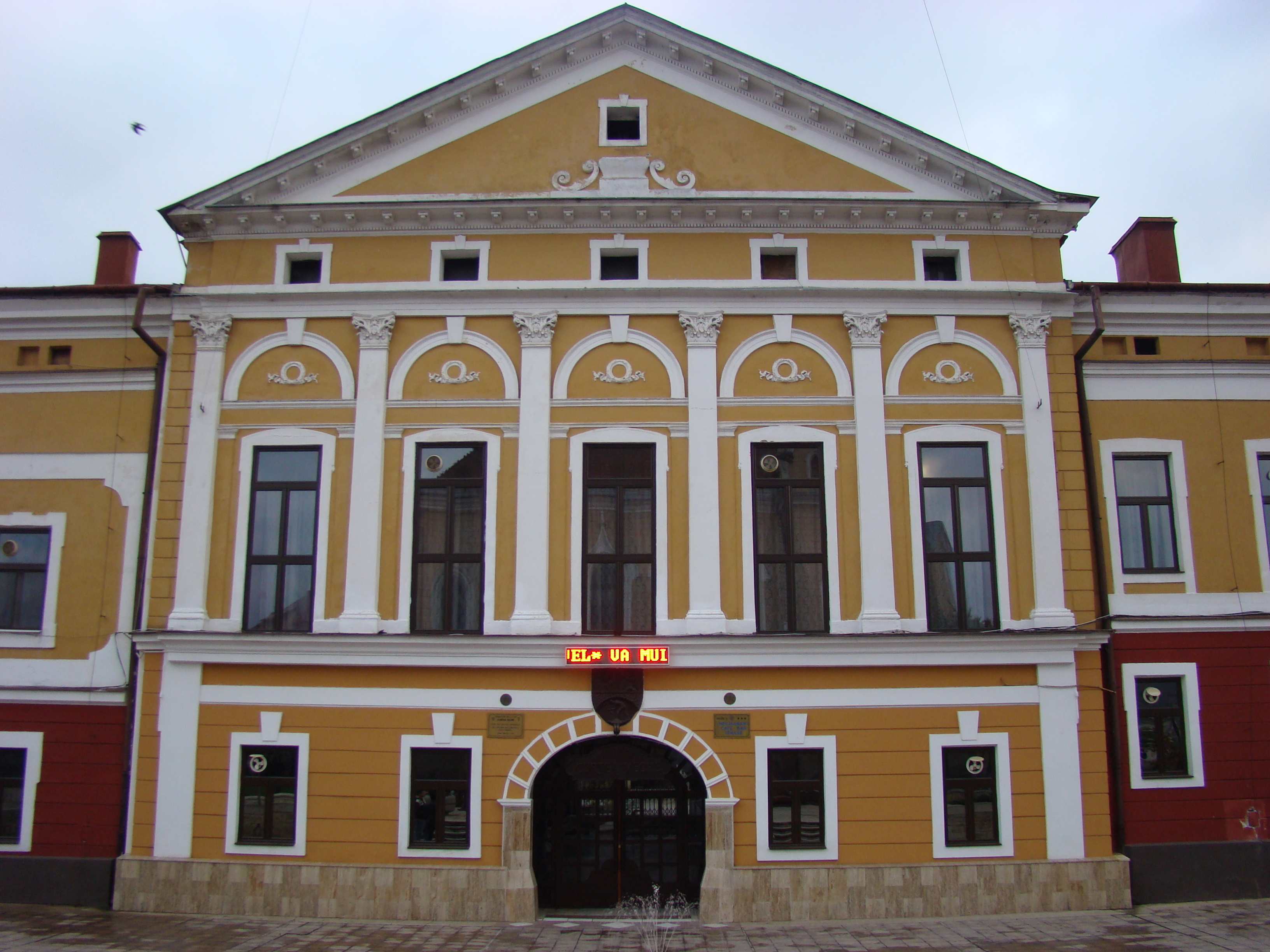
Curtea Veche v Sighetu
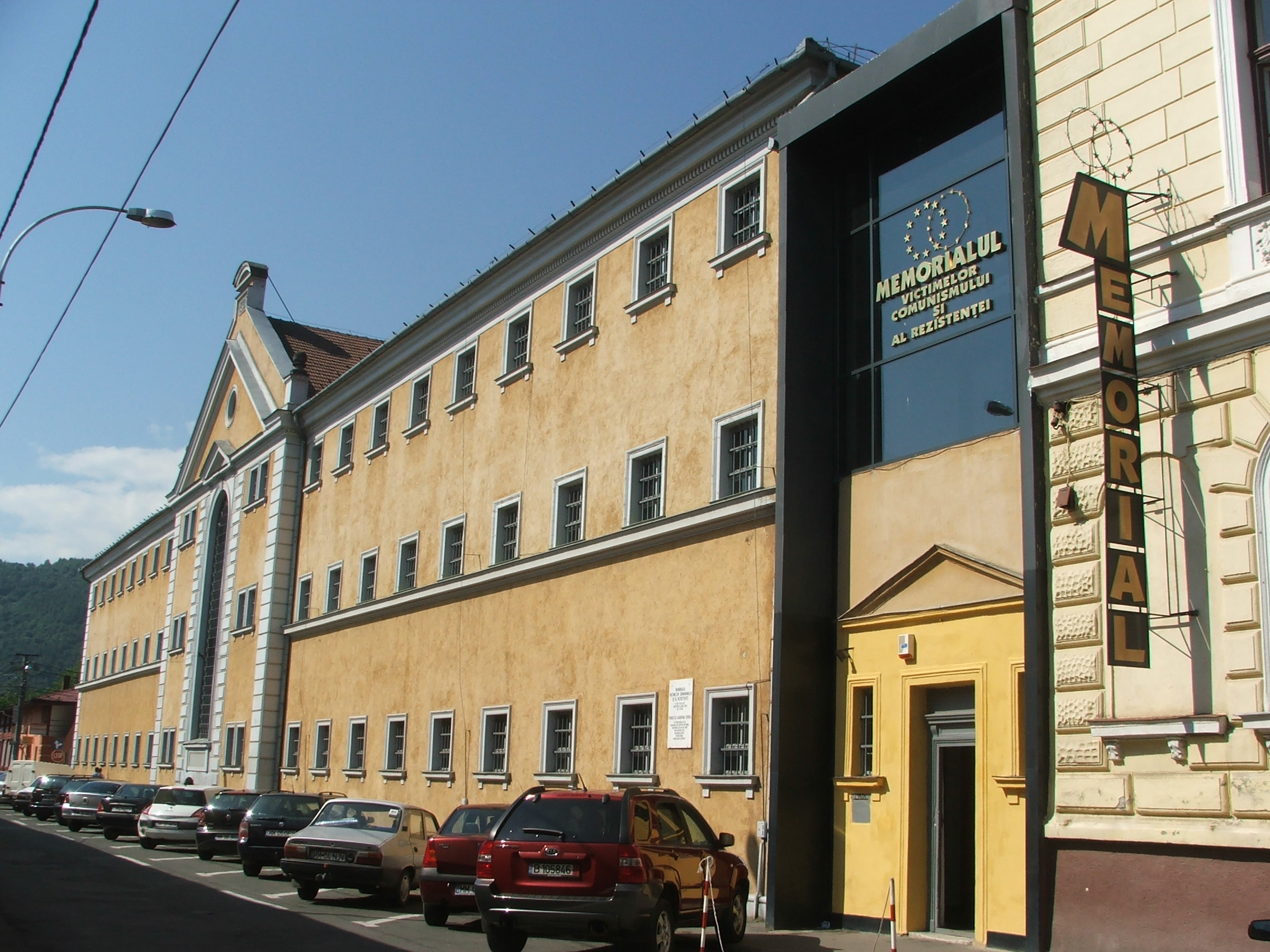
Památník obětem komunismu
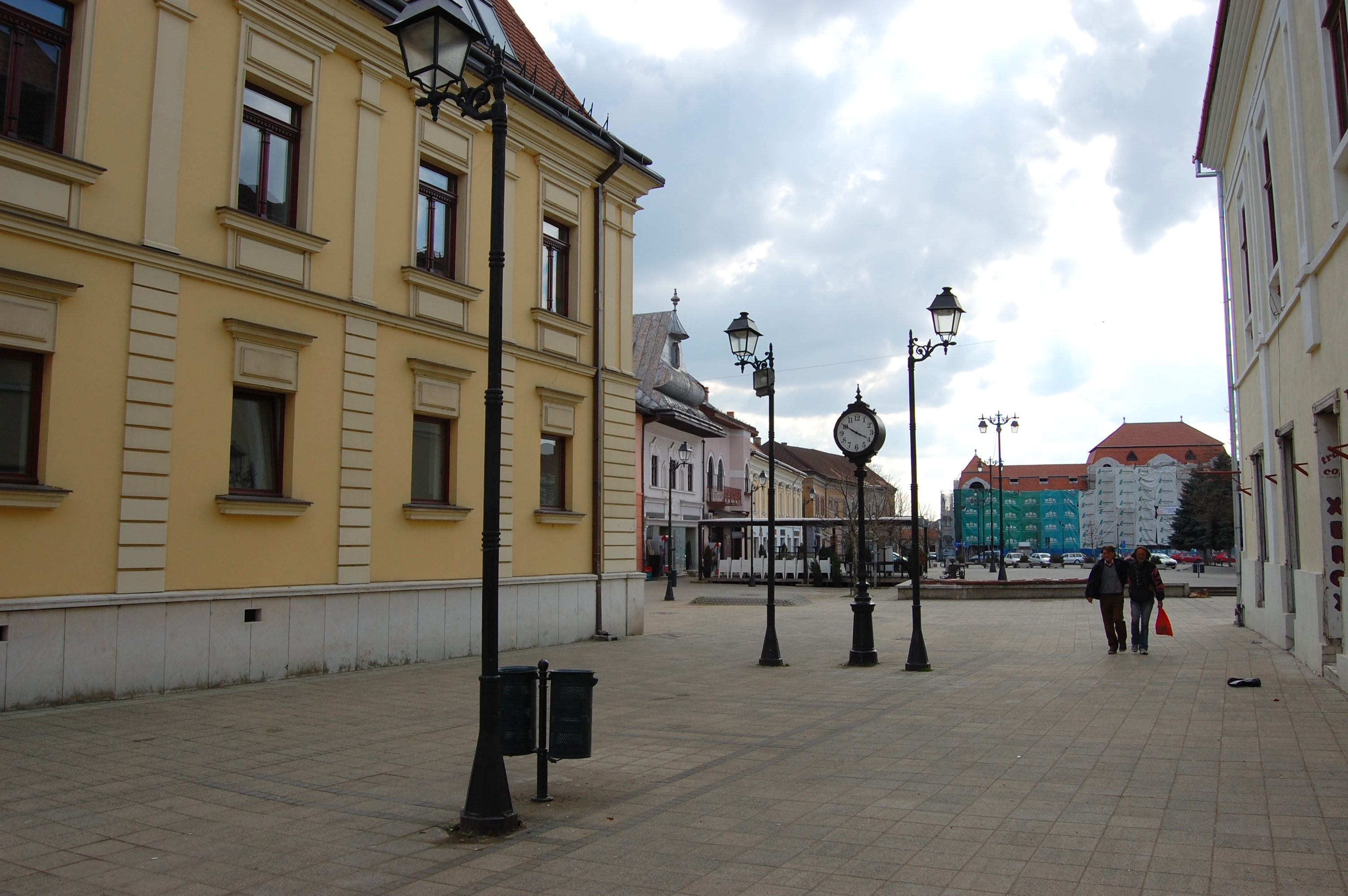
Baia Mare
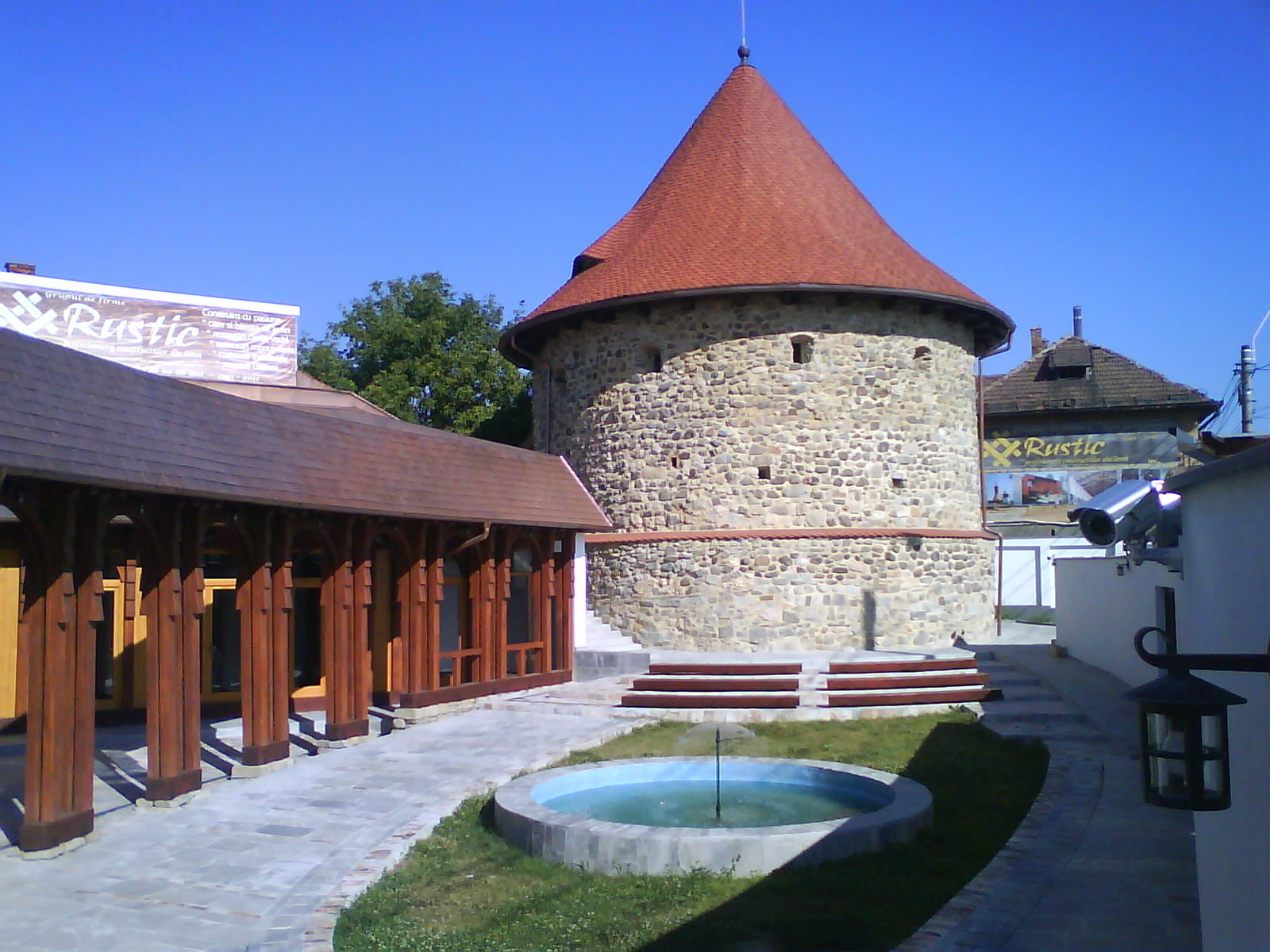
Bašta Baia Mare
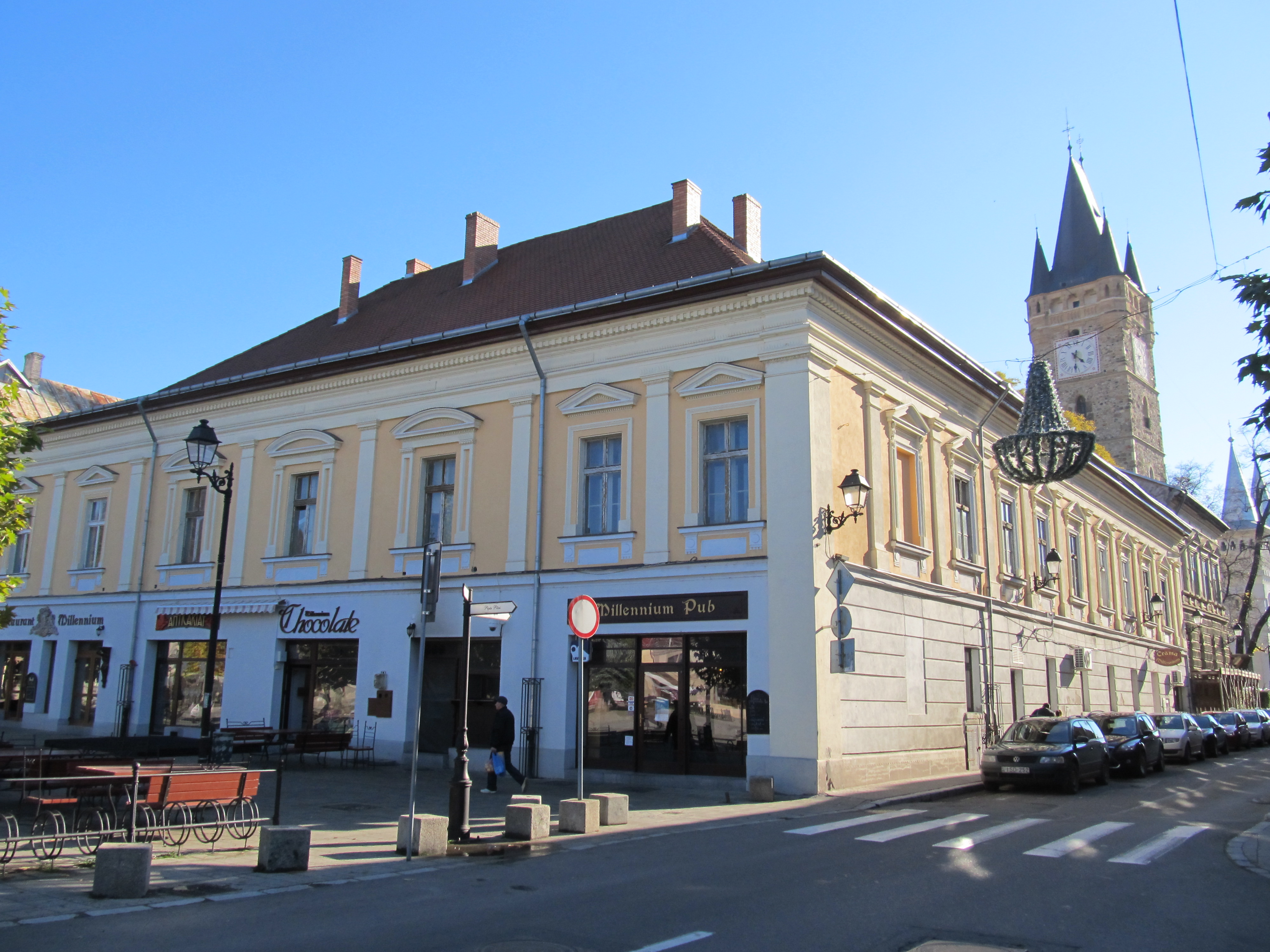
Dům Degenfeld v Baia Mare
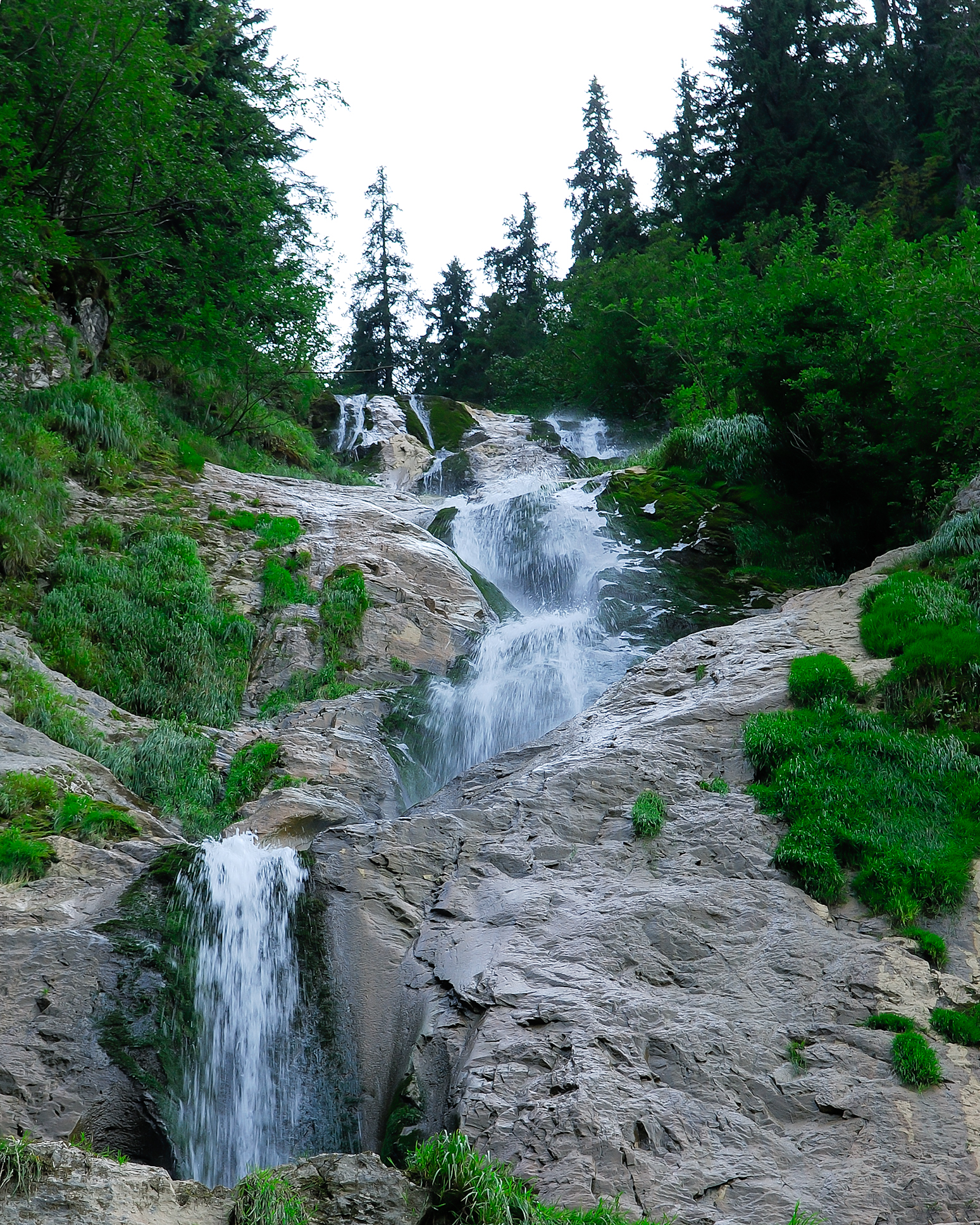
Vodopád koní
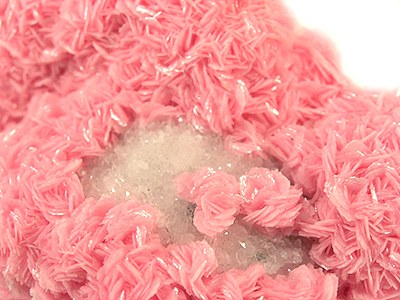
Křemenný rodochrozit z dolu Cavnic
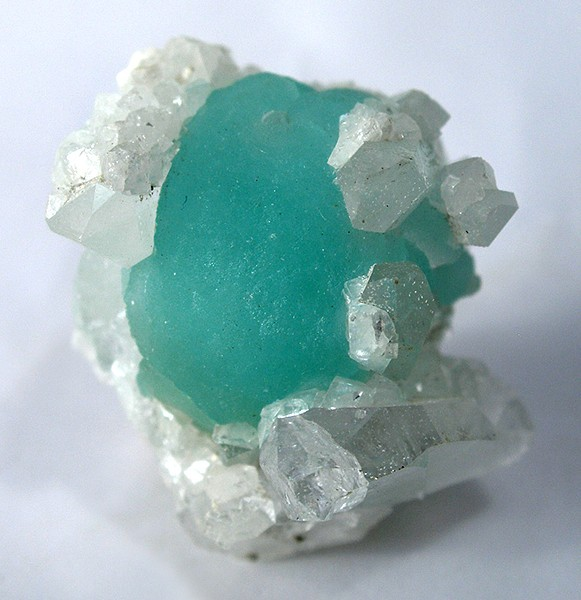
Křemenný fluorit z dolu Boldut
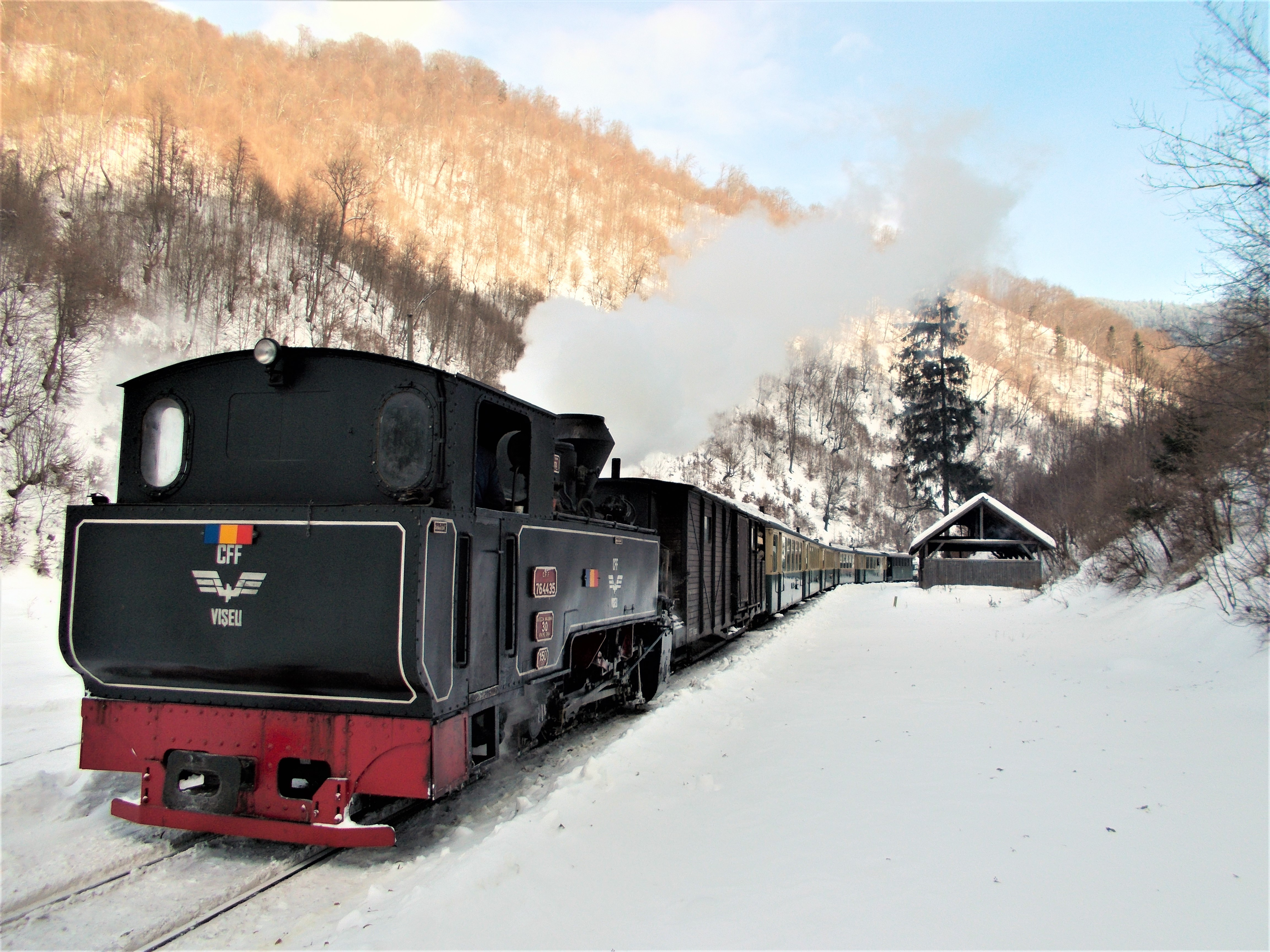
Železniční trať Mocăniță
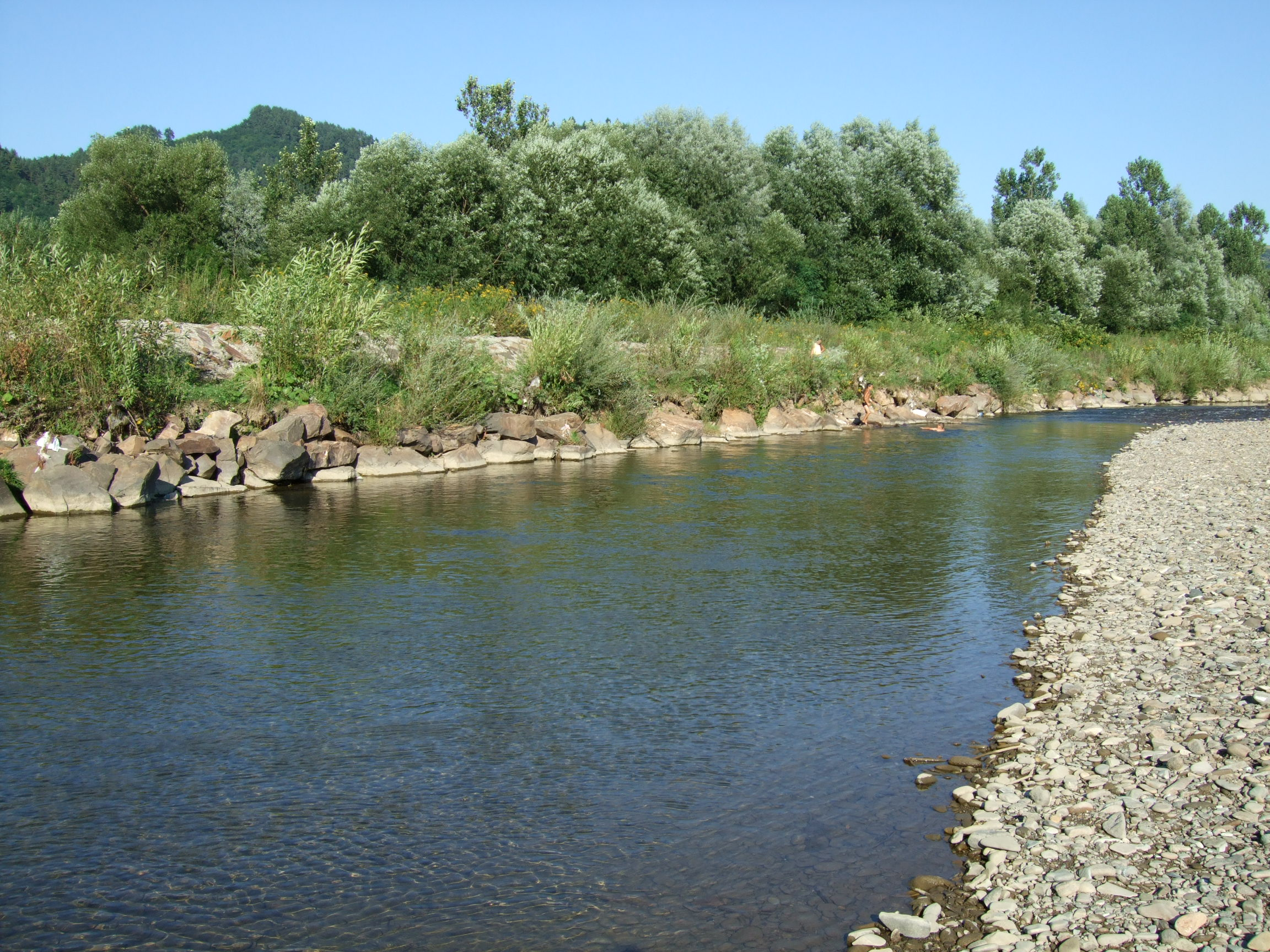
Řeka Iza